# Jusuf ibn Tašfin
Jusuf ibn Tašfin, Tašafin ali Tešufin (arabsko يوسف بن تاشفين ناصر الدين بن تالاكاكين الصنهاجي,  Jūsuf ibn Tāšfīn Naṣr al-Dīn ibn Tālākakīn al-Ṣanhājī) je bil od leta 1061 do 1106 emir berberskega Almoravidskega cesarstva, * ni znano, † 1106, Marakeš.
Bil je soustanovitelj Marakeša in vodil muslimanske sile v bitki pri Sagrajasu. V Al Andaluz je prišel iz Magreba, da bi pomagal muslimanom v boju proti Alfonzu VI. Kastiljskemu, dosegel zmago v bitki pri  Sagrajasu in spodbujal islam v regiji. Leta 1061 je dobil  naziv »emir al-Mu'minin«, s čimer je priznal nadoblast Abasidskega kalifata, katerega vazal je postal. Poročen je bil z Zejnab an-Nafzabija, vplivno almoravidsko Berberko, ki ji je politično popolnoma zaupal.